# 爱尔兰电子游戏产业
电子游戏产业在爱尔兰蓬勃发展，政府为得到投资而多次减税。2015年的统计数据显示：爱尔兰人在电子游戏上花费的约2.06亿欧元中，国产游戏占比甚少。
爱尔兰电子游戏业自二十世纪七十年代开始发展（例如，雅達利2600在利默里克生产以满足内需和出口需求）。截至2020年，爱尔兰电子游戏公司包括Keywords工作室 、 Havok 、 罗梅罗游戏和Digit游戏工作室。2018年在都柏林举办电子游戏节活动。
2007年，爱尔兰电影审查办公室成为第四家封禁《侠盗猎魔2》的分级机构。这亦为爱尔兰第一条游戏禁令（后被废除）。根据《1989年录像法》，电影审查办公室负责人如认为游戏包含“不适宜内容”即可做出封禁决定。爱尔兰目前为泛歐遊戲資訊組織的成员，亦使用该机构的分级制度。